# Drosophila digressa
Drosophila digressa är en tvåvingeart som beskrevs av Elmo Hardy och Kenneth Y. Kaneshiro 1968. Drosophila digressa ingår i släktet Drosophila och familjen daggflugor.
Artens utbredningsområde är Hawaii.